# Vágóhíd utca
A Vágóhíd utca Budapest IX. kerületében található, az Üllői utat köti össze a Soroksári úttal, nevét az 1. szám alatti Budapesti Marhaközvágóhíd és Húsfeldolgozó Vállalatról kapta. A Nagyvárad téri torkolatában 1962-ben nyílt meg a népligeti terminálra 2002-ben átköltöztetett helyközi autóbusz végállomás.

## Nevezetes épületek, épületegyüttesek
| Kép | Név                                                   | Építés ideje      | Elhelyezkedés       | Megjegyzés                                                            |
| --- | ----------------------------------------------------- | ----------------- | ------------------- | --------------------------------------------------------------------- |
|     | Budapesti Marhaközvágóhíd és Húsfeldolgozó Vállalat   | 1872              | Vágóhíd utca 1.     | 2019-ben nagy részét elbontották, helyére lakópark épül.              |
|     | Régi szecessziós bérház                               | 1900 körül        | Vágóhíd utca 2.     |                                                                       |
|     | Pest Megyei Levéltár                                  |                   | Vágóhíd utca 7.     |                                                                       |
|     | Régi eklektikus bérház                                | 1900 körül        | Vágóhíd utca 10.    | 2022-ben elbontásáról döntöttek, amely meg is történt az év folyamán. |
|     | IX. Kerületi Hivatásos Tűzoltóparancsnokság           |                   | Vágóhíd utca 13.    |                                                                       |
|     | Szent Cirill és Szent Metód bolgár pravoszláv templom | 1932              | Vágóhíd utca 15.    | Tervezte: Árkay Aladár.                                               |
|     | Bolgár Művelődési Ház                                 | 1957              | Vágóhíd utca 15.    |                                                                       |
|     | Budapesti Csokoládégyár                               | 1941              | Vágóhíd utca 20.    | Bonbonetti Choco Kft.-ként működik.                                   |
|     | Vágóhíd utcai szükséglakások                          | 1930-as évek      | Vágóhíd utca 32.    |                                                                       |
|     | Lakótelepi ház                                        | 1960/1970-es évek | Vágóhíd utca 36.    |                                                                       |
|     | Szent István Kórház                                   | 1885              | Vágóhíd u. 64-66. ? | Tervezte: Hauszmann Alajos.                                           |

## Egyéb irodalom
- Budapest teljes utcanévlexikona. Szerk. Ráday Mihály. (hely nélkül): Sprinter. 2003.  ISBN 963 9469 06 8